# Koncepcja kontinuum (psychologia)
Koncepcja kontinuum – koncepcja rozwoju człowieka opisana przez Jean Liedloff w książce „The Continuum Concept” (polski tytuł: „W głębi kontinuum”).
Według Liedloff, aby osiągnąć najlepszy poziom rozwoju fizycznego, intelektualnego i emocjonalnego, człowiek, a w szczególności małe dziecko, powinien doświadczyć specyficznych przeżyć, do których gatunek ludzki zaadaptował się w długim procesie ewolucji. Takimi doświadczeniami w odniesieniu do małych dzieci są:
- kontakt cielesny z matką niezwłocznie po narodzinach,
- noszenie dziecka od chwili narodzin – na rękach lub w inny sposób umożliwiający mu kontakt fizyczny z opiekunem (zazwyczaj matką, lecz może to być również inna osoba z rodziny lub społeczności). Noszone dziecko obserwuje otaczający je świat (lub śpi czy je), podczas gdy nosząca go osoba zajmuje się swoimi czynnościami. Dziecko jest noszone do momentu, kiedy samo podejmie próby przemieszczania się (pełzanie, raczkowanie), co zazwyczaj następuje ok. 6-8 miesiąca życia, a i później często jest brane na ręce,
- spanie z dzieckiem, które umożliwia mu kontakt fizyczny z rodzicem, aż do momentu, kiedy dziecko samo będzie gotowe do opuszczenia rodzinnego łóżka, co często ma miejsce ok. 2 roku życia,
- Karmienie piersią na żądanie, w odpowiedzi na zapotrzebowanie i sygnały wysyłane przez dziecko.
- natychmiastowe odpowiadanie na sygnały wysyłane przez dziecko (płacz, marudzenie) bez osądzania i zaprzeczania potrzebom dziecka, w sposób nieprzesadny i adekwatny do sytuacji, bez stałej koncentracji na dziecku,
- dziecko ma silny instynkt przetrwania i od początku jest istotą społeczną. Społeczność powinna wspierać te cechy i wysyłać dziecku komunikat, że jest ono chcianym i mile widzianym członkiem tejże społeczności.

Liedloff sugeruje, że niewypełnienie specyficznych, ukształtowanych przez ewolucję emocjonalnych i fizycznych potrzeb dziecka może prowadzić do zaburzeń psychosomatycznych w dorosłym życiu, jak również negatywnie rzutuje na kształt życia społecznego we współczesnym świecie.